# 경고 사격

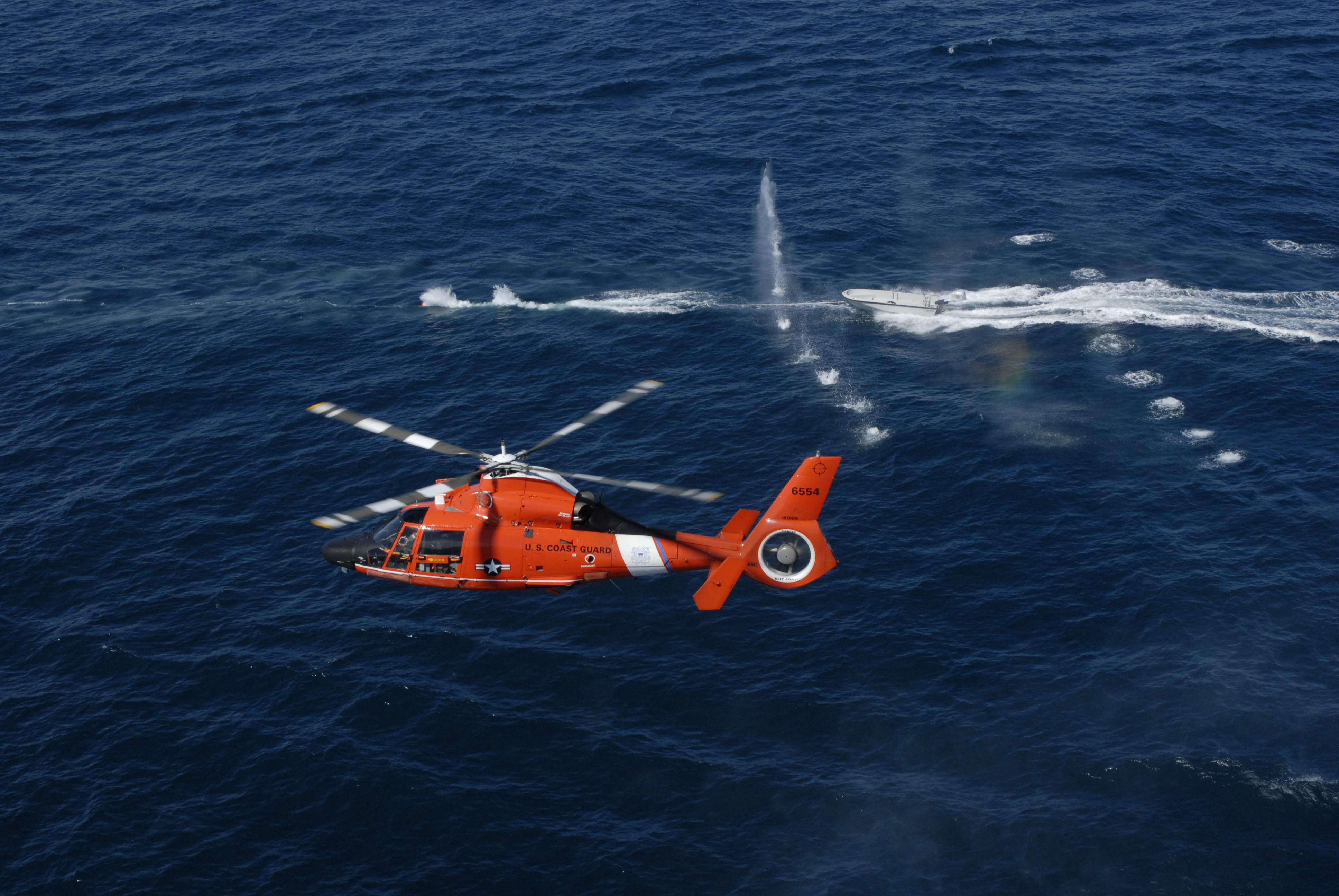
훈련 중 규정 미준수 보트를 향해 경고 사격을 하는 헬리콥터 저지 전술비행단(USCG) MH-65C Dolphin.

경고사격(영어: Warning Shot) 또는 경고발포 등은 의도적으로 해를 끼치지 않을 의도로 실시하는 포병 사격 또는 총격을 적대적인 가해자 또는 적군에게 직접적으로 순응 또는 명령을 내리려는 의도로 행하는 군사 또는 경찰 용어이다. 육지, 해상 및 공중에서의 의도적인 충돌을 알리는 사전 신호로 인식된다.
경고 사격은 보통 적대적 조치 이전 최후의 경고로 의도되는 선언(영어: Declare)으로, 특히 권력 시위의 모든 행동을 묘사하는 데에 사용될 수 있다.

## 사용 양상

### 육군
경고 사격은 군이 군중을 해산시키거나 군중이 철수할 때 위협을 감지한 경우 이들에게 경고하기 위해 사용할 수 있다. 어떤 군대는 상황을 완화하기 위해 경고 사격을 의무화하기도 한다. 예를 들어, 이스라엘 방위군 교전 규칙에 따르면, 사망의 위협을 받고 있는 군인들은 비살상지역에 무기를 발사하기 전에 공중으로 두 발의 경고 사격을 해야 한다.

### 해군

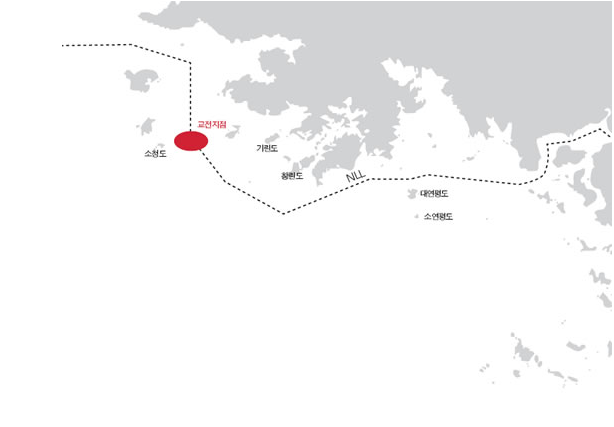
북한 내륙을 따라 NLL을 타고 내려오던 북 경비정이 NLL이 급격히 휘어지는 장소에서 우리 쪽으로 직진, 월선을 하면서 교전 상황이 벌어졌다.

18세기 동안 경고 사격은 국적을 확인해야 하는 모든 선박을 향해 발사할 수 있었다. 경고 사격은 현대에도 여전히 선박이 멈추거나 일을 중단하라는 신호를 보내기 위해 사용될 수 있으며, 다른 선박, 배 또는 항공기에서 발사할 수 있다.
다른 나라의 예시로, 1962년 10월 27일, 쿠바 미사일 위기 때 미군은 소련 잠수함 B-59에 어떠한 충전물을 투하하며 잠수함에 대해 경고사격을 진행했다. 이에 소련 잠수함의 함장과 장교는 본 경고사격에서 사용한 충전물을 핵 어뢰로 추정하고 대응하기로 했지만, 최종 공격을 허가하는 집행관이자 B-59 함대의 사령관인 바실리 아르히포프는 대응사격을 거부하였다.
우리나라 합동참모본부의 해상 작전지침에서도 경고사격의 사용 양상을 살펴볼 수 있다. 합동참모본부의 해상 작전지침은 해상에서 적의 적대행위에 대한 대응방법 중 하위 규정에 해당하며, 본 작전지침은 총 3단계로 이루어져있다. 1단계는 시위기동과 경고방송을 통해 충분한 경고를 하고, 2단계는 경고사격, 3단계로는 북한 해군 함정에 대해서는 격파 사격, 민간 선박은 나포하도록 규정하고 있다.
(「시위기동 및 경고방송 → 경고사격 → 격파사격 혹은 나포」)
기존 합참의 해상 작전지침은 총 5단계로 「경고방송 → 차단기동 → 경고사격 → 위협사격 → 격파사격」으로 구성되었다. 하지만 해를 거듭할수록 북한 어선의 북방한계선(NLL) 침범 횟수가 잦아지고, 2002년 6월 서해 연평도 부근에서 교전이 발생하자 신속한 대응이 요구되었다. 이에 따라 하위 규정 중 5단계로 구성된 작전 지침을 3단계로 간략화하였다.
| 1단계 | 시위기동 및 경고방송 |
| 2단계 | 경고사격             |
| 3단계 | 격파사격 혹은 나포   |

##### 해군: 대청해전
합동참모본부 해상 작전지침이 실제로 이행된 것은 제 1차, 2차 연평해전 및 대청해전 등을 통해 알 수 있다. 북한의 수습적인 NLL침범에 우리나라 군이 맞대응하여 경고사격을 한 대청해전을 한번 보자.
2009년 11월 10일 대청해전이 일어난 당일 오전 10시 33분에 백령도 레이더기지에서 백령도 동북방 11킬로미터 부근에 있는 북 경비정이 포착되었다. 군 발표에 의하면 11시 20분경에 북 경비정 383호가 NLL을 남하하자 인근 해역에서 경계근무 중인 참수리급 고속정 두 개 편대(4척)와 울산급 호위함인 전남함 한 척이 급파되었다. 북 경비정이 NLL을 침범한 시각은 11시 27분. 우리나라 해군은 “귀선은 우리 경고에도 침범행위를 계속해 긴장을 고조시키고 있다. 변침하지 않을 시 사격하겠다. 이로 인해 발생하는 모든 책임은 귀선에 있음을 경고한다”고 경고 통신을 2회 실시하였으나 북의 경비정은 이를 무시했다. 한 차례 더 경고가 있은 후 11시 36분에 참수리 325호가 북 경비정 전방 1킬로미터 지점에 20밀리 네 발을 경고 사격하였다. 그러자 북 경비정은 25밀리와 37밀리 포로 참수리 325호를 향해 50여 발을 발사하여 이 가운데 15발이 참수리 325호 좌현 함교와 조타실 사이에 맞았다. 이에 우리 고속정은 20밀리, 40밀리 함포 등 약 4,960발을 북 경비정에 3분간 퍼부어 11시 40분에 북 경비정의 함포와 기관포를 파괴하여 교전 불능 상태에 처하도록 조치했다. 군 발표에 따르면 이 과정에서 북 경비정의 여덟 명이 사망한 것으로 판단된다. 제2 연평해전 이후 7년 만에 일어난 참사였다.
위 대청해전에서 살펴볼 수 있듯 경고사격은 우리나라 해상 작전지침 중 2단계로, 일을 중단하라는 신호를 보내기 위해 사용될 수 있음을 알 수 있다.

### 공군
경고 사격은 군용 항공에서도 사용되는데, 반응이 없고 적대적인 것으로 추정되는 항공기의 조치를 요구하기 위해 사용된다. 가장 일반적인 요구는 항공기가 항로를 변경하는 것이다. 사격의 표면적 정당성은 추적기 라운드가 매우 밝아 무선이 작동하지 않거나 무선 전송을 눈치채지 못했을 수도 있는 승무원의 관심을 끌 수 있기 때문이다. 경고 사격의 목적은 사격 능력을 보여주고, 반응이 없는 항공기의 승무원이 이에 응하지 않으면 격추될 것이라고 위협하는 것이다.

### 법 집행 기관
경찰은 위험한 상황을 완화시키기 위해 특정 상황에서 경고 사격을 사용할 수 있다. 이러한 사격은 즉각 대처하는 것이 느릴 때만 사용되며, 경고 사격을 하는 것은 이후의 치명적인 위험을 발생시킬수 있음을 잠정적으로 암시한다. 경고 사격을 하기 전 환경(사격 환경)에 대한 중요한 고려사항 또한 존재한다. 수평 또는 지면에서 발사된 사격은 예측 불가능한 방식으로 단단한 표면에서 튕겨나갈 수 있는 반면, 공중에서 발사된 사격은 멀리 이동하여 예측할 수 없는 장소에 떨어질 수 있다. 이 둘 모두 일에 관계되지 않은 타인의 재산이나 사람에게 위험을 초래할 수 있다. 이러한 위험 외에도 경고사격은 당시 상황이 지닌 일촉즉발의 위험한 상황이 축소되는 효과보다 더욱 확대되는 효과를 가질 수 있다. 만약 목표 대상이 사격을 실패하였다고 인식하면, 그들 또한 맞대응사격을 할 수도 있다. 다른 경찰관들도 경고사격을 의도적인 사격으로 인식하고 대응하여 행동할 수 있다. 반면 목표대상과 다른 경찰관들에게 경찰관의 의도를 말로 전달하면 위험 확대의 가능성이 완화된다.
경찰이 경고사격을 진행한 일례로, 보도에 따르면 홍콩 친완 지역에서 점포를 파손하던 시위대를 진압하기 위해 투입된 경찰들을 향해 시위대가 쇠막대기를 휘두르며 저항해 한 경찰관이 쓰러지자 또 다른 경찰관이 생명의 위협을 느껴 38구경 리볼버 권총을 공중을 향해 경고용으로 발사했다고 홍콩경찰이 밝혔다.
법 집행 기관이 전세계적으로 경고 사격을 사용해야 하는지의 여부는 아직 쟁점이다. 지지자들은 경고 사격이 무력 사용 중 치명적인 힘을 사용하기 전의 마지막 중간 단계이자 경고사격 시 마지막 기회를 줌으로써 경찰 총격의 사망과 부상을 방지할 수 있다고 주장한다. 연구에 따르면, 경고 사격이 사용된 상황이 크게 위험 확대를 완화하는 효과가 있는 것으로 나타났다. 국제경찰청장협회의 테리 커닝햄은 위협의 경우 경고 사격이 경찰관들에게 더 많은 심적 여유를 제공하며 "우리는 모든 사람들이 더 나은 위험 완화의 방법을 배우려고 노력하고 있는 이 새로운 환경에 진입하고 있다." 라고 논평했다. 경고 사격에 반대하는 사람들은 경고 사격이 지닌 특수한 위험을 두고 경고 사격의 가능성이 경찰관들의 치명적인 힘 사용 여부의 의사 결정 과정을 복잡하게 만든다고 주장한다. 경고 사격을 요구하는 상황은 목숨이 달린 일촉즉발의 심각한 상황임을 보증한다.
미국을 보면, 라스베가스 경찰국과 파라과이 국립 경찰 등 여러 기관에서는 특히 경고사격을 위해 생명에 치명적인 화기 사용을 금지하고 있다. 로어 작센 주 경찰, 네덜란드 국립 경찰, 잉글랜드와 웨일즈의 경찰관 등 다른 기관에서는 사람을 위험에 빠뜨리지 않는 신중한 방식으로 경고사격 사용을 허용하고 있다.

## 같이 보기
- 무력시위
- 무력
- 화기
- 사격
- 전술
- NLL
- 연평해전
- 대청해전

## 참고문헌
- <시크릿파일 서해전쟁>, 김종대 저, 2013년 8월 19일, 메디치미디어